# Tachov
Tachov er en by og kommune i det vestlige Bøhmen (region Plzeň) i Tjekkiet. Dens tyske navn er Tachau.
I 2004 havde byen 12.640 indbyggere, og et areal på 40,85 km². Byen blev grundlagt i 1115.

## Geografi
Tachov ligger omkring 53 km vest for Plzeň. De østlige og centrale dele af kommunens område med selve byen ligger i forbjergene til Oberpfälzer Wald, og den vestlige del ligger i selve mittelgebirgeområdet, og omfatter det højeste punkt i Tachov, bakken Světecký vrch som er 616 moh. Floden Mže løber gennem byen.